# 小行星1189
小行星1189（1189 Terentia）是一颗围绕太阳公转的小行星。1930年9月17日，格利果利·N·諾伊明在克里米亚发现了此天体。
該小行星以俄羅斯天文學家莉迪亞·伊凡諾夫娜·捷倫捷娃（Lidiya Ivanovna Terenteva）命名。
这颗小行星的绝对星等为96.00627704172371等。